# Oreocharis arfaki
Pica-bagas-das-arfak ou papa-bagas-chapim (Oreocharis arfaki) é uma espécie de ave da família Melanocharitidae. É a única espécie do género Oreocharis.
Pode ser encontrada nos seguintes países: Indonésia (Nova Guiné Ocidental) e Papua-Nova Guiné.
Os seus habitats naturais são: regiões subtropicais ou tropicais húmidas de alta altitude.